# Tonnerre
Tonnerre è un comune francese di 5 495 abitanti situato nel dipartimento della Yonne nella regione della Borgogna-Franca Contea.

## Società

### Evoluzione demografica
Abitanti censiti

## Amministrazione

### Gemellaggi
- Montabaur
- Nenagh
- Dobříš